# Злобовский лес
Злобовский лес — дендрарий, декоративный питомник в районе деревни Злобовка (в 5 км от села Песчаный Умёт Саратовского района) Саратовской области.
В начале XX века занимал площадь в 1500 десятин земли (около 16,35 км²).
Был объявлен ботаническим заказником в 1982 году. С 1997 до 2007 года имел статус памятника природы регионального значения. Участок леса площадью 89,3 га с 1982 по 2007 годы имел статус особо охраняемой природной территории регионального значения. В настоящее время предлагается к рассмотрению в качестве ботанического парка.

## История

Владелец имения — Николай Павлович Корбутовский

В конце XIX века дворянин Николай Павлович Корбутовский (1865—1917) по семейному разделу получил от своего отца — Павла Николаевича Корбутовского (1828—1902) — имение в деревне Злобовка площадью около 1500 десятин.
Имение, находившееся на водоразделе рек Волги и Медведицы, располагалось в лесистой местности с супесчаными почвами, что не позволяло использовать его для выращивания хлеба с высокой урожайностью. В связи с этим с 1890-х годов Н. П. Корбутовский стал использовать их иным образом:
- За несколько лет на большой площади имения был образован лесопарк, в котором произрастали и обычные для России виды (дубы, берёзы, клёны, липы и хвойные деревья), и ценные экзотические растения (веймутовая сосна из Северной Америки, горная сосна, голубая ель, сибирская лиственница, ясень и др.). Саженцы, сеянцы и семена различных видов деревьев и кустарников выписывались из России и из-за рубежа (Западной Европы, Северной Америки, Кавказа, Сибири) и высаживались под полог естественного леса. Многие из растений акклиматизировались и выжили в условиях засушливого климата данной местности. Этот лесопарк со многими ценными и редкими породами деревьев получил значительную известность уже к концу XIX — началу XX веков.
- Имелся питомник лесных, культурных плодовых и декоративных деревьев и кустарников. Прилегающие к питомнику лесные участки дубрав использовались для экспериментальной высадки экзотов под полог леса. Питомник пользовался известностью в Саратовской губернии[1] и являлся крупным поставщиком саженцев и семян[4][5]. Саженцы многих видов продавались, в том числе, через собственные магазины Н. П. Корбутовского.
- Были созданы плантации огородных растений и кормовых трав. Велось улучшенное полеводство злаковых на основе передовой агрономической науки того времени: применения совершенных сельскохозяйственных машин, агротехнических приёмов, севооборотов, удобрений и травосеяния.

В 1902 году в Злобовке Н. П. Корбутовским была основана школа садовых рабочих, которая летом 1913 года была преобразована в практическую школу садоводства. Во время деятельности школы питомник использовался для проведения практических занятий учащихся школы. В этот период злобовское садовое хозяйство имело четыре отдела, занятия учащихся проводились в каждом из них:
1. В первом отделе находился плодовый сад, плодовая школа, посевные и пикировочные гряды плодовых растений.
2. Второй отдел — это декоративные питомники и саженцы для лесоразведения.
3. Третий отдел — огород, в котором с производственной целью выращивали в открытом грунте разнообразные овощи, картофель, бахчевые культуры, кухонные травы, медоносные и кормовые растения.
4. Четвёртый отдел составляли плантации многолетних растений, цветники, парники, грунтовые сараи, оранжереи.

После Октябрьской революции школа была закрыта, а имение Корбутовского разграблено. В советский период в течение десятилетий растения сохранились без ухода.

## Современное состояние
На территории питомника сохраняются посадки, в которых произрастают 54 вида и формы редких растений. Наибольший интерес из них представляют следующие:
- Единственный в Саратовской области экземпляр сосны горной (по некоторым данным, засох[3])
- Сосна чёрная
- Сосна веймутова
- Лиственница европейская
- Лиственница сибирская
- Можжевельник обыкновенный
- Кизильник цельнолистный
- Птелея трёхлистная
- Магония падуболистная

Все интродуценты плодоносят. Исключением является ясень бархатный, так как он систематически обмерзает до уровня снегового покрова.
Многие интродуценты, например, магония падуболистная, бересклет европейский и другие, натурализовались и продолжают возобновляться под пологом леса, некоторые — путём самосева.
В 2010 году питомник сильно пострадал от лесного пожара, в результате которого были уничтожены посадки сосны веймутовой.
В лесу по сей день проводятся экскурсии для учащихся школ близлежащих населённых пунктов.